# Museo nazionale del genocidio dell'Holodomor
Il Museo nazionale del genocidio dell'Holodomor (in ucraino Національний музей Голодомору-геноциду?, Nacional'nyj muzej Holodomoru-henocydu; in russo Национальный музей Голодомора-геноцида?, Nacional'nyj muzej Golodomora-genocida) è il complesso che commemora la carestia che colpì l'Ucraina tra il 1932 e il 1933. Si trova all'interno del Parco della Gloria Eterna sulle colline di Pechersk, riva destra del fiume Dnepr a Kiev, vicino al monastero delle Grotte di Kiev e al Memoriale della Gloria Eterna. Dipende dal Ministero della Cultura dell'Ucraina.

## Storia

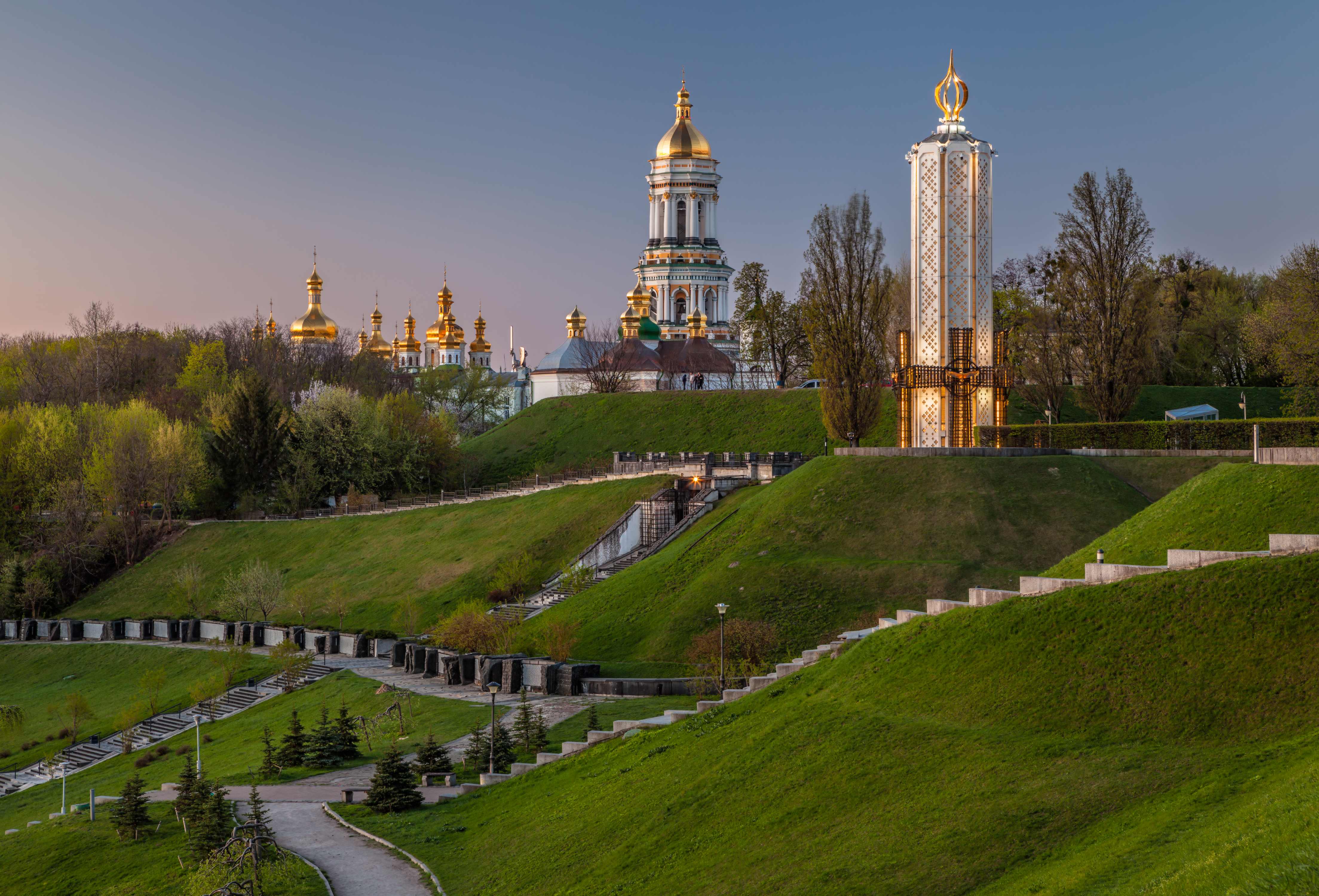
Museo nazionale del Genocidio dell'Holodomor col vicino monastero delle Grotte di Kiev

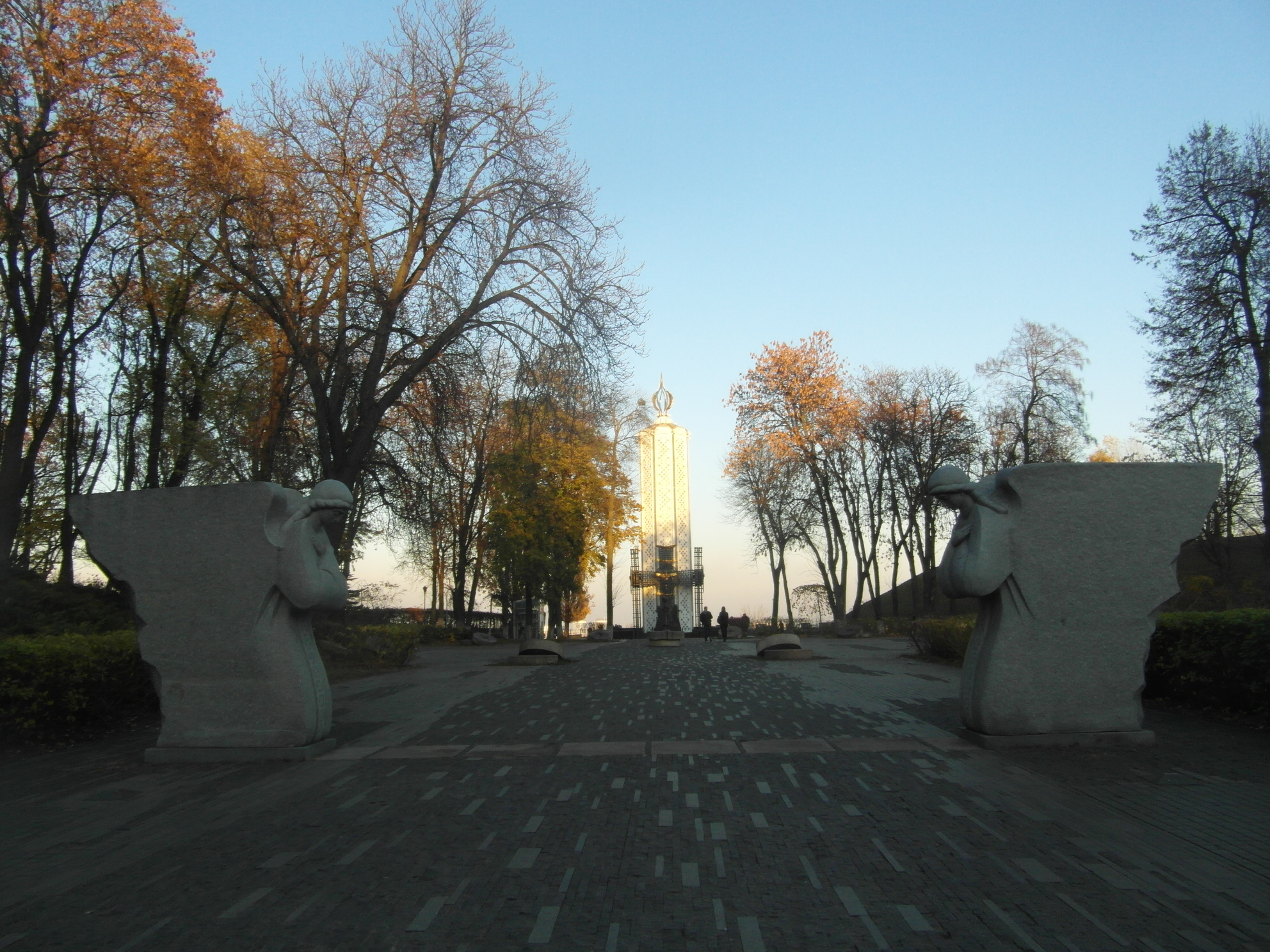
Viale di accesso all'ingresso che le statue che raffigurano gli Angeli del Dolore

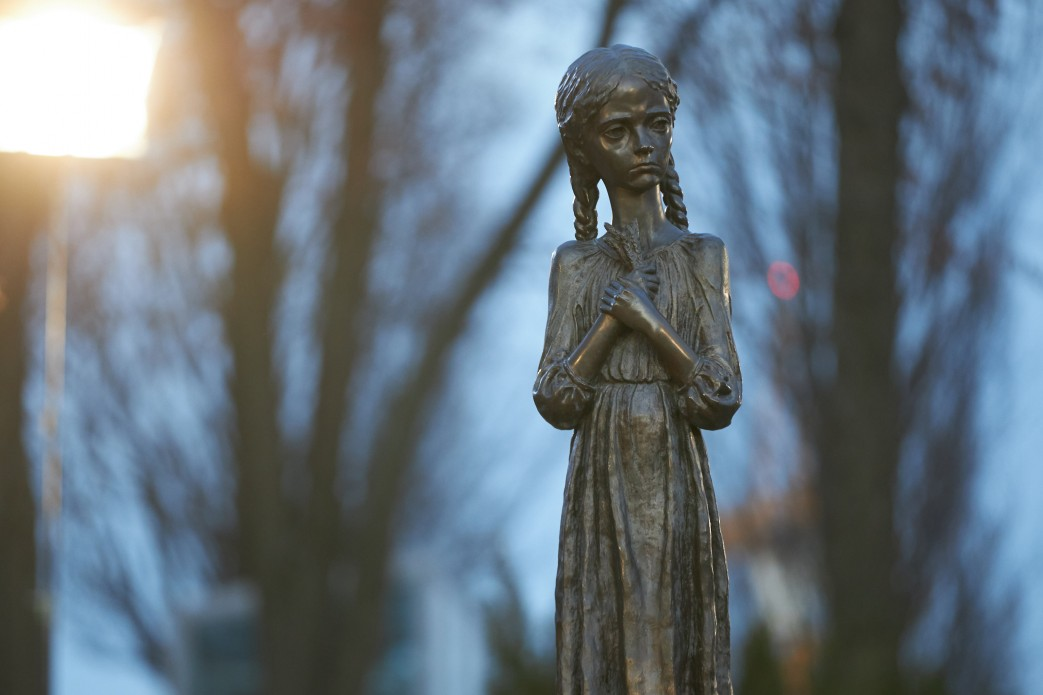
Statua raffigurante la giovane ragazza con poche spighe di grano

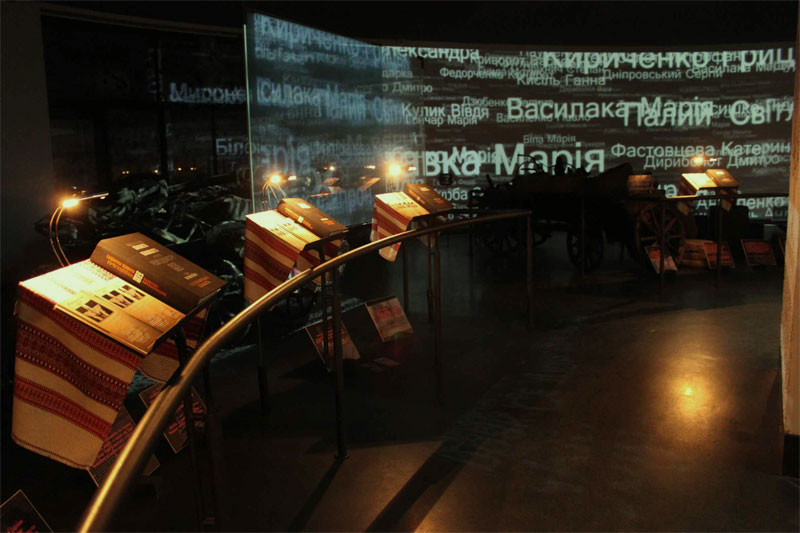
Sala della Memoria

Il museo nazionale è un centro dedicato alle vittime dell'Holodomor ed è stato inaugurato nel 2008 il giorno del 75º anniversario della grande carestia. Ha ottenuto lo status di museo nazionale nel 2010.
Parte della ricostruzione degli eventi non trova condivisione generale ma rimane agli atti un documento firmato nel 2003 presso l'Organizzazione delle Nazioni Unite da 25 Paesi, tra i quali Russia, Ucraina e Stati Uniti d'America, che dichiara come la grande carestia del 1932-1933 in Ucraina sia costata tra i 7 e i 10 milioni di vite e che fu una tragedia nazionale per il popolo ucraino. Nel 2008 venne considerato all'unanimità dal Parlamento europeo un crimine contro l'umanità.

## Descrizione
La moderna struttura, progettata da Anatoliy Haydamaka e Yuriy Kovalyov, si trova in posizione dominante sopra la città di Kiev ed è raggiungibile dal trasporto urbano. Risulta costituita dal memoriale esterno e dalla sala sotterranea dedicata alla memoria con mostre permanenti e reperti del periodo delle carestie.

### Esterni
Il viale di accesso inizia con le due statue che raffigurano gli Angeli del Dolore. Seguono le 24 macine che simboleggiano anche la fonte del cibo e poi la statua di una giovane ragazza magra che stringe poche spighe di grano.

### Interni
La Sala della Memoria sotterranea conserva reperti del periodo delle carestie e moltissime immagini oltre che postazioni dove approfondire le varie tematiche proposte.

## Nella cultura di massa
Al tema dell'Holodomor è stato dedicato un film del 2017: Raccolto amaro, con la regia di George Mendeluk.